# Bombo (berg)
Bombo är ett berg på gränsen mellan Kongo-Brazzaville och Kongo-Kinshasa, mer specifikt departementet Niari och provinsen Kongo-Central. Toppen på Bombo är 752 meter över havet. Gränsen öster om Bombo fastställdes 1885 men väster om Bombo till Kiama först 1908. På båda sidor om Bombo följer gränsen vattendelaren mellan Kongofloden och Niari.